# 수평적 통합

수직적 통합과 수평적 통합과의 관계.

수평적 통합(水平的統合)은 동일한 공급 사슬 부분에서 상품과 용역의 생산을 증가시키는 회사의 프로세스이다. 회사는 내부 확장, 인수 합병을 통해 이를 수행할 수 있다.
반대되는 용어는 수직적 통합이다.

## 예

### 석유
석유산업의 기능 가운데 동일부문을 전국적 또는 국제적으로 대규모화하거나 계열화 경영체제로 운영하는 것을 '수평적 통합' 또는 '지리적 통합'이라 하는데, 선진 석유산업국이라 할 미국에 있어서는 석유정제의 경우 상위(上位) 20개 회사가 전체의 85% 수준을 점유하고 있으며, 일본에 있어서도 27개 석유정제회사 중 상위 6개사가 55%의 집중도를 나타내고 있다.

## 같이 보기
- 규모의 경제
- 독점
- 경영전략론
- 표적 시장
- 수직적 통합